# Liste der georgischen Fußballmeister
In der Liste der georgischen Fußballmeister sind alle Meister der höchsten georgischen Spielklasse im Männerfußball, der Umaghlessi Liga, aufgelistet.

## Bisherige Meister
| Saison    | Verein                  |
| --------- | ----------------------- |
| 1990      | FC Iberia Tiflis        |
| 1991      | FC Iberia Tiflis        |
| 1991/92   | FC Iberia-Dinamo Tiflis |
| 1992/93   | FC Dinamo Tiflis        |
| 1993/94   | FC Dinamo Tiflis        |
| 1994/95   | FC Dinamo Tiflis        |
| 1995/96   | FC Dinamo Tiflis        |
| 1996/97   | FC Dinamo Tiflis        |
| 1997/98   | FC Dinamo Tiflis        |
| 1998/99   | FC Dinamo Tiflis        |
| 1999/2000 | FC Torpedo Kutaissi     |
| 2000/01   | FC Torpedo Kutaissi     |
| 2001/02   | FC Torpedo Kutaissi     |
| 2002/03   | FC Dinamo Tiflis        |
| 2003/04   | FC WIT Georgia Tiflis   |
| 2004/05   | Dinamo Tiflis           |
| 2005/06   | FC Sioni Bolnissi       |
| 2006/07   | FC Olimpi Rustawi       |
| 2007/08   | FC Dinamo Tiflis        |
| 2008/09   | FC WIT Georgia Tiflis   |
| 2009/10   | FC Olimpi Rustawi       |
| 2010/11   | FC Sestaponi            |
| 2011/12   | FC Sestaponi            |
| 2012/13   | FC Dinamo Tiflis        |
| 2013/14   | FC Dinamo Tiflis        |
| 2014/15   | FC Dila Gori            |
| 2015/16   | FC Dinamo Tiflis        |
| 2016      | FC Samtredia            |
| 2017      | FC Torpedo Kutaissi     |
| 2018      | FC Saburtalo Tiflis     |
| 2019      | FC Dinamo Tiflis        |
| 2020      | FC Dinamo Tiflis        |
| 2021      | FC Dinamo Batumi        |
| 2022      | FC Dinamo Tiflis        |

## Statistik
| Anzahl der Titel | Verein                                                                    |
| ---------------- | ------------------------------------------------------------------------- |
| 19               | FC Dinamo Tiflis 1990/91 FC Iberia Tiflis 1991/92 FC Iberia-Dinamo Tiflis |
| 4                | FC Torpedo Kutaissi                                                       |
| 2                | FC WIT Georgia Tiflis                                                     |
| 2                | FC Olimpi Rustawi                                                         |
| 2                | FC Sestaponi                                                              |
| 1                | FC Dinamo Batumi                                                          |
| 1                | FC Sioni Bolnissi                                                         |
| 1                | FC Dila Gori                                                              |
| 1                | FC Samtredia                                                              |
| 1                | FC Saburtalo Tiflis                                                       |